# Podatnik VAT zwolniony
Podatnik VAT bierny (zwolniony) – podmiot zarejestrowany do VAT, korzysta ze zwolnienia od podatku. Zwolnienie może dotyczyć rodzaju wykonywanej działalności lub limitu obrotów. Podatnik będący zwolnionym z VAT (biernym), gdy traci prawo do zwolnienia z VAT staje się automatycznie podatnikiem czynnym.

## Warunki
Prawo do niebycia czynnym płatnikiem VAT przysługuje przedsiębiorcom, których wartość sprzedaży opodatkowanej nie przekroczyła w poprzednim roku podatkowym 200 000 zł. Do tej wartości wlicza się jedynie sprzedaż produktów lub usług, które normalnie są opodatkowane VAT-em.
Zgodnie z ustawą o VAT, podmioty zwolnione od podatku od towarów i usług, to:
- podatnicy, u których wartość sprzedaży opodatkowanej nie przekroczyła łącznie w poprzednim roku podatkowym 200 000 zł (do wartości sprzedaży nie wlicza się kwoty podatku, odpłatnej dostawy towarów oraz odpłatnego świadczenia usług zwolnionych od podatku, a także towarów, które na podstawie przepisów o podatku dochodowym zaliczane są przez podatnika do środków trwałych oraz wartości niematerialnych i prawnych podlegających amortyzacji) – zwolnienie podmiotowe,
- podatnicy rozpoczynający wykonywanie czynności podlegających opodatkowaniu w trakcie roku podatkowego, jeżeli przewidywana przez podatnika wartość sprzedaży nie przekroczy, w proporcji do okresu prowadzonej sprzedaży, kwoty wyrażonej w złotych odpowiadającej równowartości 200 000 zł,
- podatnicy wykonujący wyłącznie czynności zwolnione od podatku VAT (wymienione w ustawie o podatku od towarów i usług oraz w przepisach wykonawczych), m.in. 
  - wewnątrzwspólnotowej dostawy towarów (WDT) oraz wewnątrzwspólnotowej sprzedaży towarów na odległość (WSTO), która nie podlega opodatkowaniu podatkiem na terytorium Polski,
  - sprzedaży na odległość towarów importowanych (SOTI), która nie podlega opodatkowaniu podatkiem na terytorium Polski,
  - odpłatnej dostawy towarów i odpłatnego świadczenia usług, zwolnionych od podatku (zwolnienie przedmiotowe) na podstawie art. 43 ust. 1 lub przepisów wydanych na podstawie art. 82 ust. 3, z wyjątkiem:
    - transakcji związanych z nieruchomościami,
    - usług, o których mowa w art. 43 ust. 1 pkt 7, 12 i 38–41,
    - usług ubezpieczeniowych– jeżeli czynności te nie mają charakteru transakcji pomocniczych,

  - odpłatnej dostawy towarów, które na podstawie przepisów o podatku dochodowym są zaliczane przez podatnika do środków trwałych oraz wartości niematerialnych i prawnych podlegających amortyzacji)[1]
  - – niezależnie od wartości sprzedaży – zwolnienie przedmiotowe[2].

## Wyjątki
Istnieją pewne kategorie towarów i usług, przez których sprzedaż przedsiębiorca staje się automatycznie VAT-owcem, bez względu na wielkość sprzedaży. Między innymi:
- sprzedaż wyrobów z metali szlachetnych lub z udziałem tych metali,
- sprzedaż towarów opodatkowanych podatkiem akcyzowym, z wyjątkiem energii elektrycznej i wyrobów tytoniowych,
- nowych środków transportu,
- sprzedaż terenów budowlanych oraz przeznaczonych pod zabudowę[2],
- usługi doradcze (z wyjątkiem usług odnoszących się do doradztwa rolniczego). Koniecznością płacenia VAT-u zostały zatem objęte profesje takie jak: adwokat, rzeczoznawca, notariusz, komornik, radca prawny itp.[3],

## Narzędzia
Ministerstwo Finansów udostępnia przedsiębiorcom usługę„sprawdzanie statusu podmiotu w VAT” ↓  w celu uzyskania pełnej informacji na temat statusu kontrahenta – podanie numeru NIP skutkuje wyświetleniem się pełnej informacji dotyczącej statusu kontrahenta, czy jest aktualnie podatnikiem czynnym VAT, czy zwolnionym z VAT.